# کاروانسرای سعادت‌آباد
کاروانسرای سعادت آباد مربوط به دورهٔ قاجار است و در شهرستان سیرجان، روستای سعادت‌آباد واقع شده‌است. این اثر در تاریخ ۷ مهر ۱۳۸۱ با شمارهٔ ثبت ۶۱۲۹ به‌عنوان یکی از آثار ملی ایران به ثبت رسیده‌است.